# Штатцендорф
Штатцендорф (нем. Statzendorf) — коммуна (нем. Gemeinde) в Австрии, в федеральной земле Нижняя Австрия. 
Входит в состав округа Санкт-Пёльтен.  Население составляет 1403 человека (на 31 декабря 2005 года). Занимает площадь 12,44 км². Официальный код  —  31940.

## Политическая ситуация
Бургомистр коммуны — Герхард Райтмайр (СДПА) по результатам выборов 2005 года.
Совет представителей коммуны (нем. Gemeinderat) состоит из 19 мест.
- СДПА занимает 15 мест.
- АНП занимает 4 места.